# Peter Nober
Peter Nober S. J. (* 13. August 1912 in Murville, Reichsland Elsaß-Lothringen; † 27. September 1980 in München) war ein deutscher Jesuit, Bibliothekar und Bibliograf.

## Leben
Peter Nober wuchs in Murville auf. Nach dem Ende des Ersten Weltkriegs verließ seine Familie die Stadt und zog nach Deutschland. Peter Nober trat 1932 in die Societas Jesu ein und wurde 1941 zum Priester geweiht. Seine theologischen Studien absolvierte er an den Universitäten zu Frankfurt am Main, Gießen und Münster. Von 1946 bis 1949 setzte er sein Studium am Päpstlichen Bibelinstitut in Rom fort, an dem er schließlich als Bibliothekar angestellt wurde.
Von 1949 bis zu seinem Tode bearbeitete Nober den Elenchus Bibliographicus Biblicus, den jährlichen Literaturbericht der Zeitschrift Biblica, eines der wichtigsten bibliografischen Hilfsmittel für die Bibelforschung. Die stetig wachsende Zahl an einschlägigen Publikationen veranlasste ihn, ab 1960 zusätzlich zum Elenchus einen Elenchus Suppletorius in der Zeitschrift Verbum Domini erschien. Den Elenchus Bibliographicus Biblicus koppelte er im Jahre 1968 von der Zeitschrift Biblica ab, da der Literaturbericht auf etwa 5000 Titel im Jahr angewachsen war.
Nober, der abwechselnd in Rom, München und Tübingen arbeitete, erfuhr für seine Leistungen reiche Anerkennung. Die Studiorum Novi Testamenti Societas wählte ihn im August 1969 zum Mitglied, das Päpstliche Bibelinstitut ernannte ihn 1970 zum „Collaborator Scientificus Ordinarius“ (regulären wissenschaftlichen Mitarbeiter). Zu seinem 25-jährigen Jubiläum als Herausgeber des Elenchus Bibliographicus Biblicus widmete ihm das Päpstliche Bibelinstitut einen Sonderband der Zeitschrift mit Beiträgen von Moshe Goshen-Gottstein, Walther Zimmerli, Béda Rigaux und Marc Dyckmans.
Bis zu seinem Tod arbeitete Nober unablässig an der Fortsetzung des Literaturberichts. In den letzten Jahren hinderte ihn eine fortschreitende Krankheit daran, alle Neuerscheinungen einzubeziehen. Kurz vor seinem Tod gab er seinem Mitbruder Robert North S. J., der Nober im Krankenhaus in München aufsuchte, genaue Anweisungen für das schon bereitliegende Material aus dem Jahr 1979 sowie über die Nachträge für die Jahre 1976–1978. Der gesamte Band, größtenteils Nobers Vermächtnis, erschien im Sommer 1981.